# Radim Holub
Radim Holub (* 12. listopadu 1975 Pardubice) je bývalý český fotbalový útočník. Za dobu své hráčské kariéry hrál v několika klubech 1. české fotbalové ligy. Od roku 2016 působí jako asistent trenéra A mužstva v Městském fotbalovém klubu v Chrudimi (MFK Chrudim).

## Hráčská kariéra
S fotbalem začínal se svým o rok starším bratrem Martinem v Rozhovicích, vesničce na Chrudimsku. Posléze zamířil do Pardubic, odkud v roce 1993 přestoupil do Hradce Králové. Zde působil až do roku 1996. Za Hradec Králové odehrál 57 utkání a vsítil 5 gólů. Svůj debut v lize zde zažil 22. srpna 1993 ve svých 18 letech.
V roce 1996 přestoupil do severočeského klubu FK Jablonec a hned v první sezóně svého působení dal osm branek. V následujících třech a půl sezónách jich dal ještě dvaadvacet.
12. prosince 2000 následoval přestup do Sparty Praha, kam si ho jako posilu pro jarní část sezóny vybral trenér Ivan Hašek a Holub ve třinácti zápasech dal hned osm gólů. V  následující sezóně 2001/2002 se s příchodem trenéra Jaroslava Hřebíka do Sparty změnila i Holubova pozice v týmu. Ačkoliv nebyl tolik v zápasech vytěžován, stal se s devíti góly nejlepším střelcem Sparty. Většinu jara 2002 se pak nemohl zapojit do hry kvůli vážnému zranění kolene. 1. července 2003 byl poslán na hostování do tehdy druholigového Kladna, kde dal devět branek v šestadvaceti utkáních.
V létě roku 2004 přestoupil do jihomoravského klubu 1.FK Drnovice, kde dal osm branek v devětadvaceti utkáních. Rok na to se opět stěhoval, tentokrát do Mladé Boleslavi. Zde působil až do roku 2008. V první sezóně pomohl pěti góly k druhému místu. I v následujících dvou ročnících dokázal střílet důležité góly. Celkem zde odehrál 56 zápasů a vstřelil 17 gólů.
V lednu 2009 přestoupil do druholigového celku 1. FC Slovácko Zde nastoupil k 10 utkáním, ve kterých vyšel střelecky naprázdno. Po roce zamířil už jen do nižších soutěží a vyzkoušel si tak působení například v celku FK Čáslav. Svou hráčskou kariéru zakončil v Chrudimi, kde od roku 2016 působí jako asistent trenéra.
Celkem odehrál Radim Holub v 1. české fotbalové lize za 14 sezón 304 utkání a připsal si 77 gólů a 35 asistencí.